# (100807) 1998 FA115
(100807) 1998 FA115 es un asteroide perteneciente al cinturón de asteroides, región del sistema solar que se encuentra entre las órbitas de Marte y Júpiter, más concretamente a la familia de Astrea, descubierto el 31 de marzo de 1998 por el equipo del Lincoln Near-Earth Asteroid Research desde el Laboratorio Lincoln, Socorro, Nuevo México, Estados Unidos.

## Designación y nombre
Designado provisionalmente como 1998 FA115. 

## Características orbitales
1998 FA115 está situado a una distancia media del Sol de 2,544 ua, pudiendo alejarse hasta 2,948 ua y acercarse hasta 2,140 ua. Su excentricidad es 0,158 y la inclinación orbital 4,989 grados. Emplea 1482,67 días en completar una órbita alrededor del Sol.

## Características físicas
La magnitud absoluta de 1998 FA115 es 15,9. Tiene 1,752 km de diámetro y su albedo se estima en 0,331. 